# 紅帶盔魚
紅帶盔魚，為輻鰭魚綱鱸形目隆頭魚亞目隆頭魚科的其中一種，分布於澳洲海域，棲息深度可達45公尺，體長可達40公分，棲息在水淺的沙底質岩礁區海域，生活習性不明。

## 擴展閱讀
維基物種上的相關：紅帶盔魚